# Adolf Aminoff
Adolf Petter Johannes Aminoff (né le 9 janvier 1856 à Viipuri et mort le 20 septembre 1938 à Helsinki) est un major général finlandais. 